# Gold Coast Ackey

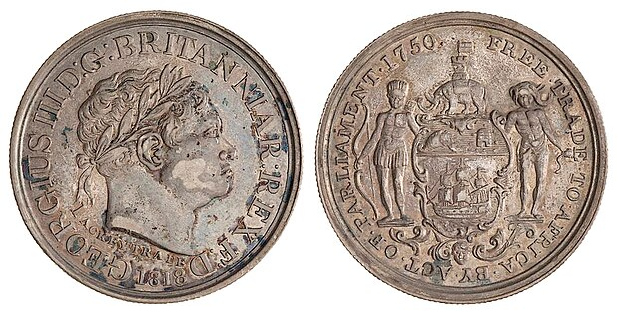
1 Ackey von 1818

Der Gold Coast Ackey war eine Währung, die zwischen 1796 und 1818 für das Goldküste (Gold Coast) genannte Gebiet, das in etwa die südlichen Landesteile des heutigen Ghana umfasst, herausgegeben wurde. Diese Münzen wurden für die 1750 per Gesetz gegründete britische Company of Merchants trading to Africa geprägt. Das silberne 1-Ackey-Stück von 1796 zeigte daher auf der Vorderseite das verzierte „R“ des britischen Königshauses und auf der Rückseite die Inschrift „Free trade to Africa by Act of Parliament of 1750“.
Der Ackey war in acht Takoe unterteilt und entsprach im Wert der britischen Half-Crown-Münze. Der Takoe entsprach daher 3¾ Pence. Ein Britisches Pfund entsprach acht Ackey.
Geprägt wurden ursprünglich 1, 2 und vier Takoe sowie ¼, ½ and 1 Ackey, 1818 kam ein 1,5-Ackey-Stück hinzu.